# Charlotte Perrelli
Charlotte Perrelli (født Anna Jenny Charlotte Nilsson 7. oktober 1974 i Hovmantorp, i Lessebo kommune i Sverige), er en svensk dansebands- og popsangerinde, der vandt Eurovision Song Contest 1999 med Take Me To Your Heaven.
Siden da har Charlotte optrådt i adskillige programmer i Sverige. Udenlandsk er hun mest kendt gennem "Før Grand Prix"-programmerne, hvor det nordiske råd (i 2007 bestående af Charlotte Perelli, Thomas Lundin, Per Sundnes, Eiríkur Hauksson og danske Adam Duvå Hall) giver points til alle sangene, der deltager i årets konkurrence. Perelli var medlem af dette panel i både 2005 og 2007.
I marts 2008 vandt hun den svenske Melodifestival og repræsenterede derefter Sverige ved Eurovision Song Contest 2008 i Beograd.
| År   | Land    | Sang                   | Plads | Point |
| ---- | ------- | ---------------------- | ----- | ----- |
| 1999 | Sverige | Take me to your heaven | 1     | 163   |
| 2008 | Sverige | Hero                   | 18    | 47    |

Hun var 2003-2008 gift med Nicola Perrelli, med hvem hun har to sønner, Angelo (2004) og Alessio (2005).

## Diskografi
- 1999 - Charlotte
- 2001 - Miss Jealousy
- 2004 - Gone Too Long
- 2006 - I din röst
- 2008 - Hero
- 2008 - Rimfrostjul
- 2012 - The Girl